# Chaetodon auripes
Espèce
Statut de conservation UICN

 LC  : Préoccupation mineure
Chaetodon auripes est une espèce de poissons de la famille des Chaetodontidae pouvant atteindre une vingtaine de centimètres de long et vivant à l'ouest du pacifique, du Japon à Taïwan.